# 里窝那
里窝那（義大利語：Livorno，義大利語：[liˈvorno] ⓘ）是第勒尼安海的一个港口城市，位于意大利托斯卡纳西部，是里窝那省的首府。 里窝那是意大利西岸第三大的港口城市，2023年人口為153,186人。

## 历史
里窝那在1577年由建筑师贝尔纳多·布翁塔伦蒂建立，18世纪末由利奥波德二世扩建。在文艺复兴时期被认为是“理想的城镇”，当时的建筑至今仍存在于社区之中。

## 經濟
里窩那港是地中海沿岸最大港口之一，每年大約處理30萬噸貨物和60萬個標準貨櫃。

## 友好城市
- 以色列巴特亚姆
- 西班牙瓜达拉哈拉
- 越南海防市
- 俄罗斯新罗西斯克

## 圖片

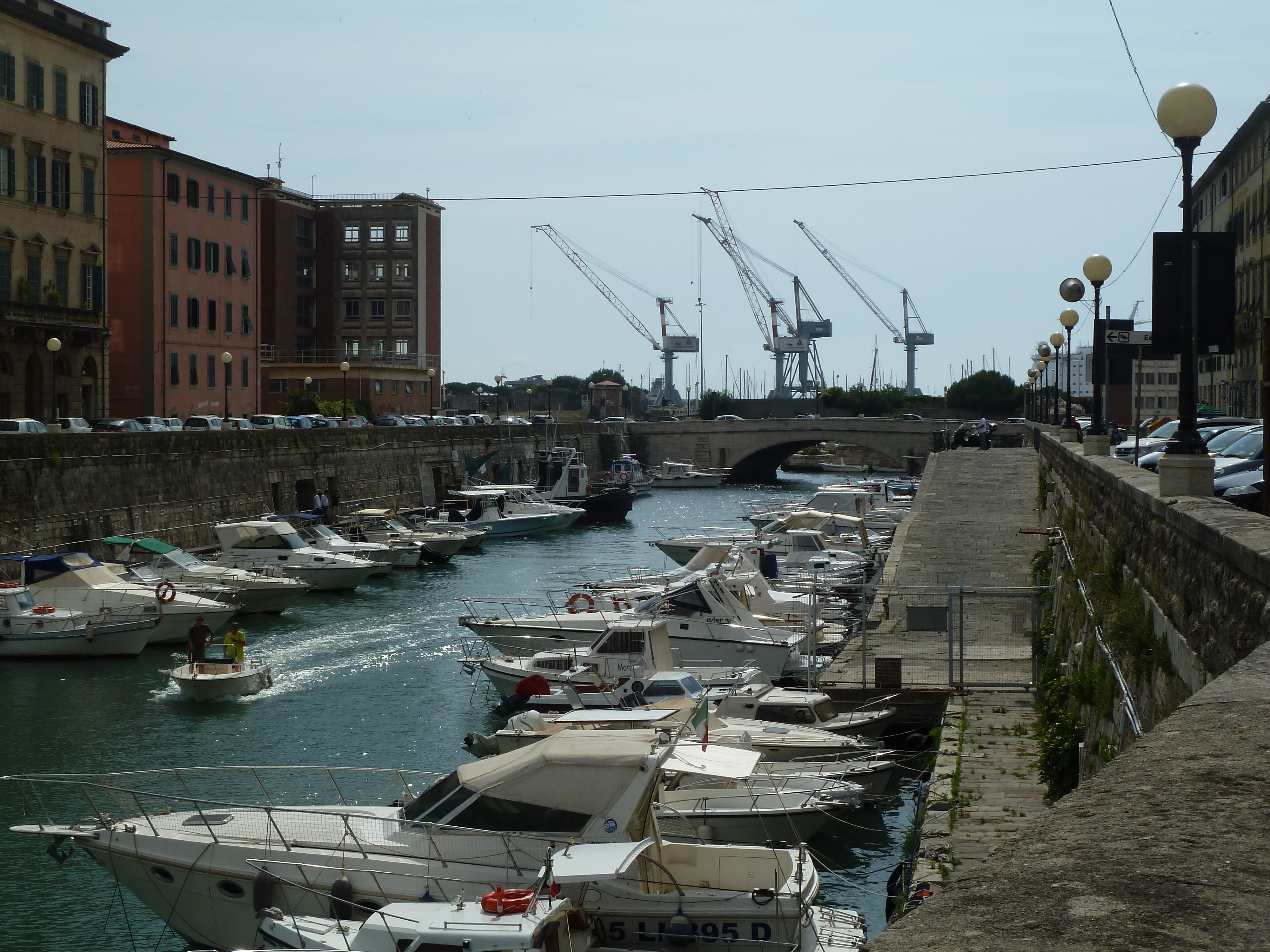
內港
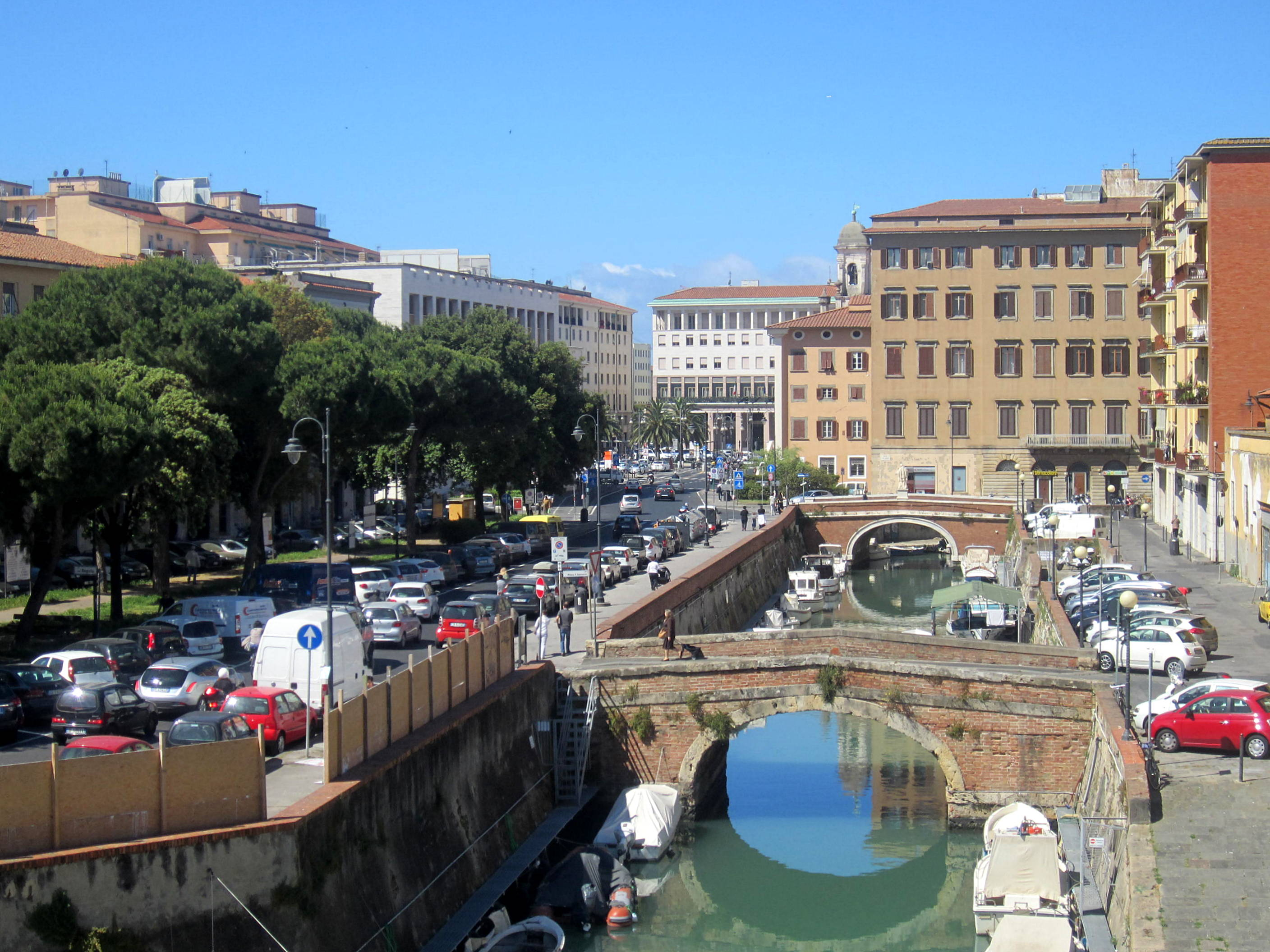
街頭一景
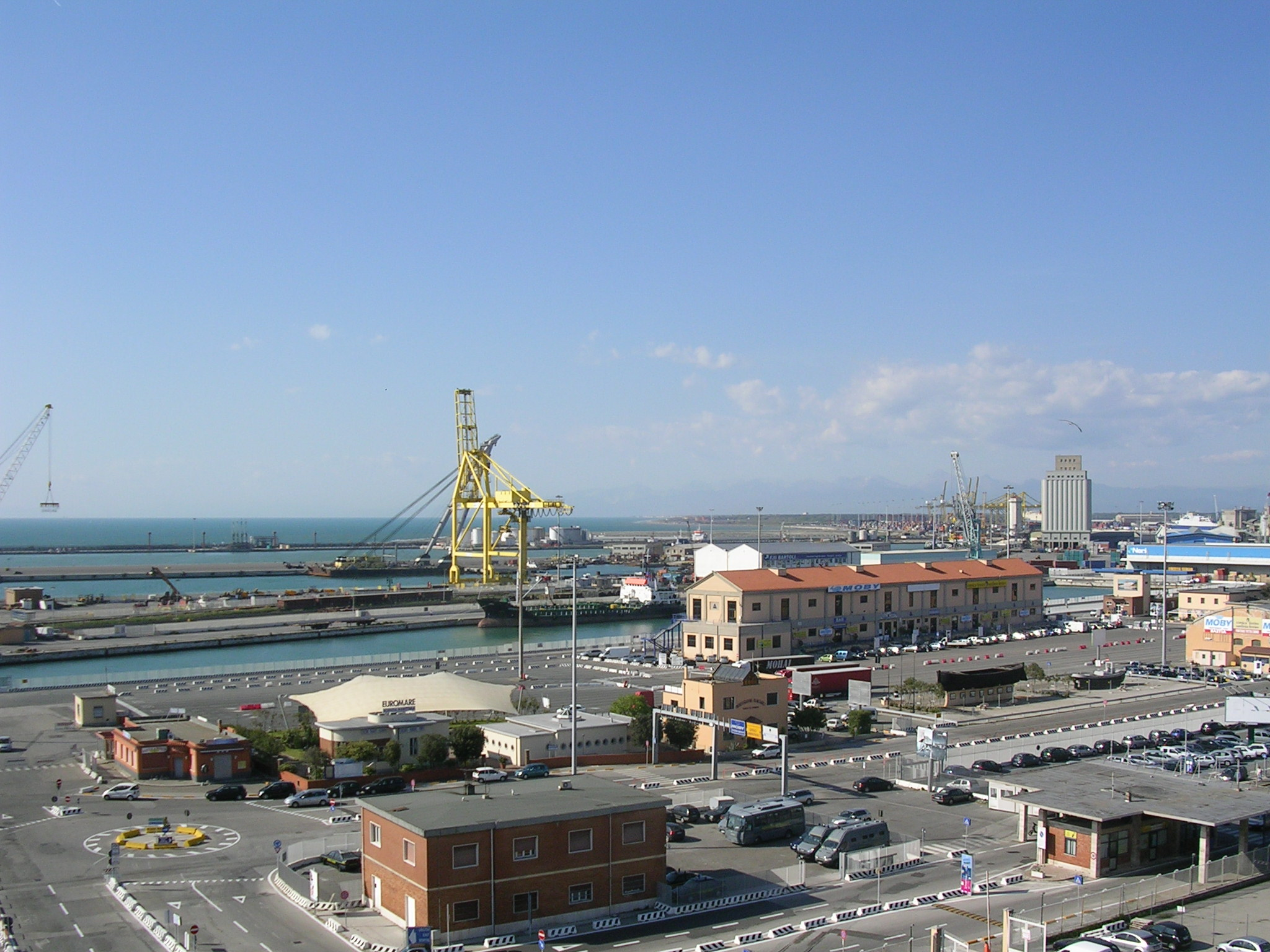
碼頭和船廠